# Западна покрајина
Западна покрајина или Западна провинција се може односити на:
- Западна покрајина (Викторија)
- Западна покрајина (Замбија)
- Западна покрајина (Камерун)
- Западна покрајина (Кенија)
- Западна покрајина (Папуа Нова Гвинеја)
- Западна покрајина (Руанда)
- Западна покрајина (Соломонска Острва)
- Западна покрајина (Шри Ланка)

Шаблон:ВО